# Énergie durable
Vous lisez un « bon article » labellisé en 2021.

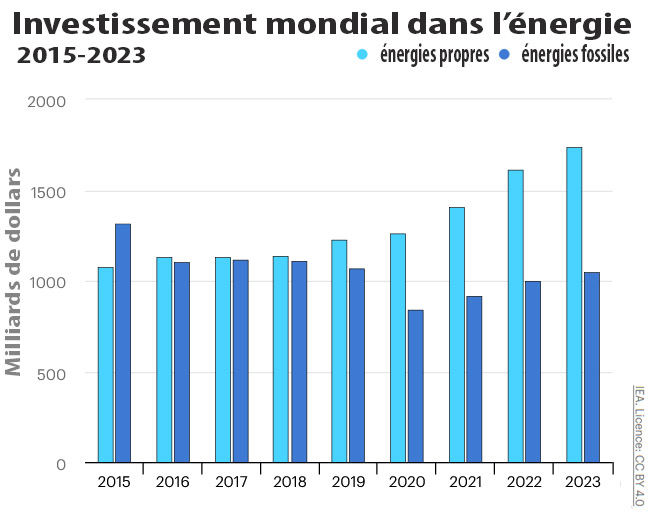
L'investissement mondial dans les énergies propres devrait atteindre 1700 milliards de dollars en 2023 ; parallèlement, pour la troisième année consécutive, l'investissement dans les énergies fossiles croît à nouveau.

L'utilisation d’énergie est considérée comme durable si elle répond aux besoins du présent sans compromettre les besoins des générations futures. Les définitions de l'énergie durable incluent généralement des aspects environnementaux, comme les émissions de gaz à effet de serre, et des aspects sociaux et économiques, comme la précarité énergétique.
Les sources d'énergie renouvelables telles que l'énergie éolienne, l'énergie hydroélectrique, l'énergie solaire et la géothermie sont généralement beaucoup plus durables que les sources de combustibles fossiles. Toutefois, les projets d'énergie renouvelable, comme le déboisement pour la production de biocarburants, ou encore l'extraction et le raffinage des métaux nécessaires à l'énergie éolienne ou à l'énergie solaire, peuvent causer de graves dommages environnementaux. L'énergie nucléaire est une source à faible émission de dioxyde de carbone et son bilan de sécurité est comparable à celui de l'énergie éolienne et solaire, mais sa durabilité fait l'objet de débats en raison des préoccupations liées à la prolifération nucléaire, aux déchets nucléaires et aux accidents. Le passage du charbon au gaz naturel présente des avantages pour l'environnement, mais retarde le passage à des options plus durables.
La transition énergétique visant à répondre de manière durable aux besoins mondiaux en électricité, en chauffage, en refroidissement et en transport est l'un des plus grands défis auxquels l'humanité est confrontée au XXIe siècle. La production et la consommation d'énergie sont responsables de plus de 70 % des émissions de gaz à effet de serre qui provoquent le changement climatique, la pénurie d'eau et la perte de la biodiversité, et peuvent générer des déchets toxiques. La consommation de combustibles fossiles et de biomasse contribue largement à la pollution atmosphérique, qui est à l'origine de quelque 7 millions de décès chaque année. 770 millions de personnes n'ont pas accès à l'électricité et plus de 2,6 milliards de personnes utilisent des combustibles polluants comme le bois ou le charbon de bois pour cuisiner.
Les coûts de l'énergie éolienne, solaire et des batteries ont rapidement baissé et devraient continuer à baisser grâce à l'innovation et aux économies d'échelle. Pour accueillir une part plus importante de sources d'énergie variables, le réseau électrique a besoin d'infrastructures supplémentaires telles que le stockage de l'énergie sur le réseau. Ces sources ont généré 8,5 % de l'électricité mondiale en 2019, une part qui a augmenté rapidement. Un système énergétique durable verra probablement une évolution vers une utilisation accrue de l'électricité dans des secteurs tels que les transports, les économies d'énergie et l'utilisation d'hydrogène produit par des énergies renouvelables ou à partir de combustibles fossiles avec captage et stockage du dioxyde de carbone. L'électricité et les combustibles propres se démocratisent pour remplacer l'utilisation de combustibles de cuisson très polluants dans les pays à faible revenu. L'accord de Paris sur le climat visant à limiter le réchauffement climatique et les objectifs de développement durable des Nations unies visent une transition rapide vers l'énergie durable. Les gouvernements utilisent diverses politiques pour promouvoir une utilisation plus durable de l'énergie, comme les normes d'efficacité énergétique, la tarification du carbone, les réglementations sur la pollution par les combustibles fossiles, les investissements dans les énergies renouvelables et la suppression progressive des subventions aux combustibles fossiles.

## Définitions et contexte

### Utilisation énergétique
Dans un cadre formel, l'énergie est définie comme « la grandeur physique qui se conserve lors de toute transformation d'un système physique isolé ». Dès lors, l'énergie intervient dans toute transformation : « dès que le monde qui nous entoure [...] change, de l’énergie entre en jeu, et la [quantité d'] énergie mesure le degré de transformation entre avant et après ». Chez l'être humain, l'énergie considérée est transformée notamment en moyen de déplacement, en éclairage ou en chauffage.

### Développement durable et critères de durabilité
Le concept de développement durable, dont l'énergie est une composante essentielle, est décrit par la commission Brundtland de l'Organisation des Nations unies (ONU) dans son rapport de 1987 intitulé Notre avenir à tous. Elle définit le développement durable comme un développement qui « répond aux besoins du présent sans compromettre la capacité des générations futures de répondre aux leurs ». Cette description du développement durable a depuis été reprise dans de nombreuses définitions et explications de l'énergie durable,,,.
Aucune interprétation de la manière dont le concept de durabilité s'applique à l'énergie n'a été acceptée dans le monde entier. Les définitions de l'énergie durable englobent de multiples aspects de la durabilité, telles que les dimensions environnementales, économiques et sociales. Historiquement, le concept de développement énergétique durable s'est concentré sur les émissions de gaz à effet de serre et sur la sécurité énergétique. Depuis le début des années 1990, le concept s'est élargi pour englober des questions sociales et économiques plus vastes.
La dimension environnementale comprend les émissions de gaz à effet de serre, les impacts sur la biodiversité et les écosystèmes, les déchets dangereux et les émissions toxiques, la consommation d'eau, et l'épuisement des ressources non renouvelables. Les sources d'énergie ayant un faible impact sur l'environnement sont parfois appelées « énergie verte » ou « énergie propre ». La dimension économique couvre le développement économique, l'utilisation efficace de l'énergie et la sécurité énergétique afin de garantir que chaque pays dispose en permanence d'un accès suffisant à l'énergie,,. Les questions sociales comprennent l'accès à une énergie abordable et fiable pour tous, les droits des travailleurs et les droits fonciers,.

### Enjeux environnementaux

Les sources d'énergie renouvelables (qui font partie des approches énergétiques durables) ont augmenté entre 2000 et 2019, mais le charbon, le pétrole et le gaz naturel restent les principales sources d'énergie dans le monde.

Le système énergétique actuel contribue à de nombreux problèmes environnementaux, notamment le changement climatique, la pollution de l'air, la perte de la biodiversité, le rejet de toxines dans l'environnement et la pénurie d'eau. En 2014, la production et la consommation d'énergie ont été responsables de 72 % des émissions annuelles de gaz à effet de serre d'origine humaine. La production d'électricité et de chaleur contribue à 31 % des émissions de gaz à effet de serre d'origine humaine, l'utilisation de l'énergie dans les transports à 15 % et l'utilisation de l'énergie dans la fabrication et la construction à 12 %. En outre, 5 % sont émis par les processus associés à la production de combustibles fossiles et 8 % par diverses autres formes de combustion de carburants,.
La combustion de combustibles fossiles et de biomasse est une source majeure de polluants atmosphériques nocifs pour la santé humaine,. L'Organisation mondiale de la santé (OMS) estime que la pollution de l'air extérieur est à l'origine de 4,2 millions de décès par an et que la pollution de l'air intérieur est à l'origine de 3,8 millions de décès par an. Environ 91 % de la population mondiale vit dans des régions au niveau de pollution atmosphérique dépassant les limites recommandées par l'OMS. Limiter le réchauffement climatique à 2 °C pourrait sauver environ un million de ces vies par an d'ici 2050, tandis que limiter le réchauffement climatique à 1,5 °C pourrait sauver des millions de vies tout en augmentant la sécurité énergétique et en réduisant la pauvreté,,. De multiples analyses des stratégies de décarbonisation américaines ont montré que les avantages quantifiés pour la santé peuvent compenser de manière significative les coûts de mise en œuvre de ces stratégies. La combustion du charbon libère des éléments précurseurs qui se transforment en ozone troposphérique et en pluies acides, surtout si le charbon n'est pas nettoyé avant la combustion.
Les impacts environnementaux vont au-delà des sous-produits de la combustion. Les déversements de pétrole en mer nuisent à la vie marine et peuvent provoquer des incendies qui libèrent des émissions toxiques. Environ 10 % de l'utilisation mondiale de l'eau est consacrée à la production d'énergie, principalement pour le refroidissement des centrales thermiques. Dans les régions déjà sèches, cela contribue à la pénurie d'eau. La production de bioénergie, l'extraction et le traitement du charbon et l'extraction du pétrole nécessitent également de grandes quantités d'eau.

### Précarité énergétique

Carte du monde montrant où vivaient les personnes sans accès à l'électricité en 2016 non.

En 2019, 770 millions de personnes n'avaient pas accès à l'électricité, les trois quarts de ces personnes vivant en Afrique subsaharienne. En 2020, plus de 2,6 milliards de personnes dans les pays en développement dépendent de l'utilisation de combustibles polluants tels que le bois, les déjections animales, le charbon ou le kérosène pour cuisiner.
La cuisson avec des combustibles polluants est à l'origine d'une pollution nocive de l'air à l'intérieur des habitations, qui est à l'origine de 1,6 à 3,8 millions de décès par an, selon les estimations,, et contribue également de manière significative à la pollution de l'air extérieur. Les effets sur la santé se concentrent sur les femmes, qui sont susceptibles d'être responsables de la cuisson, et sur les jeunes enfants. De plus, la collecte de combustibles expose les femmes et les enfants à des risques de sécurité et prend souvent 15 heures ou plus par semaine, ce qui limite le temps pour l'éducation, le repos et le travail rémunéré. De graves dommages environnementaux locaux, y compris la désertification, peuvent être causés par la récolte excessive de bois et d'autres matériaux combustibles.
Une énergie fiable et abordable, en particulier l'électricité, est essentielle pour les domaines de la santé, de l'éducation et du développement économique. Dans les hôpitaux, l'électricité est nécessaire pour le fonctionnement des équipements médicaux, la réfrigération des vaccins et des médicaments, et l'éclairage, mais une enquête menée en 2018 dans six pays d'Asie et d'Afrique a révélé que la moitié des établissements de santé n'avaient pas ou peu accès à l'électricité dans ces régions. Les ménages sans électricité utilisent généralement des lampes à kérosène pour s'éclairer, ce qui émet des fumées toxiques.
Selon un rapport de l'AIE pour 2020, les politiques actuelles et prévues laisseraient encore plus de 660 millions de personnes privées d'électricité en 2030. Les efforts déployés pour améliorer l'accès aux combustibles de cuisson et aux fourneaux propres ont à peine suivi la croissance démographique, et les politiques actuelles et prévues laisseraient encore 2,4 milliards de personnes sans accès en 2030.

## Économies d'énergie

L'utilisation mondiale d'énergie est très inégale. Les pays à revenu élevé comme les États-Unis et le Canada utilisent 100 fois plus d'énergie par habitant que certains des pays les moins avancés d'Afrique.

L'augmentation de l'efficacité énergétique est l'un des moyens les plus importants de réduire la pollution liée à l'énergie tout en offrant des avantages économiques et en améliorant la qualité de vie. Pour certains pays, l'efficacité peut améliorer la sécurité énergétique en réduisant la dépendance aux importations de combustibles fossiles. L'efficacité a le potentiel de ralentir la croissance de la demande d'énergie afin de permettre à l'offre croissante d'énergie propre de réduire considérablement l'utilisation de combustibles fossiles. L'Agence internationale de l'énergie (AIE) estime que 40 % des réductions d'émissions de gaz à effet de serre nécessaires pour respecter l'accord de Paris sur le climat peuvent être réalisées en augmentant l'efficacité énergétique,. Les voies d'atténuation du changement climatique qui sont conformes à ces objectifs montrent que l'utilisation de l'énergie doit rester à peu près la même entre 2010 et 2030, puis augmenter légèrement d'ici 2050.
Les améliorations de l'efficacité énergétique ont ralenti entre 2015 et 2018, en partie à cause des préférences des consommateurs pour des voitures plus grandes. À l'échelle mondiale, les gouvernements n'ont pas non plus fortement accru leurs ambitions en matière de politique d'efficacité énergétique au cours de cette période. Les politiques visant à améliorer l'efficacité peuvent inclure des codes de construction, des normes de performance et la tarification du carbone. L'efficacité énergétique et les énergies renouvelables sont souvent considérées comme les deux piliers de l'énergie durable,.
Le changement de comportement est un autre moyen important d'économiser l'énergie. Dans le scénario de l'AIE visant à atteindre des émissions nettes nulles de gaz à effet de serre en 2050, plusieurs changements comportementaux importants sont décrits, dont la moitié environ découle du transport. Dans leur scénario, certains vols d'affaires sont remplacés par des vidéoconférences, le vélo et la marche gagnent en popularité et davantage de personnes utilisent les transports publics. La plupart des changements de comportement devraient être obtenus par le biais de politiques gouvernementales, telles que le développement de réseaux ferroviaires à grande vitesse, qui encourageraient les gens à renoncer à l'avion. The Shift Project regrette toutefois que la préférence politique aille généralement aux solutions technologiques, au détriment de la sobriété.

## Sources d'énergie

La capacité des énergies renouvelables en 2020 a augmenté de plus de 45 % par rapport à 2019. Cela comprend une hausse de 90 % de la capacité mondiale de l'énergie éolienne (vert) et une expansion de 23 % des nouvelles installations solaires photovoltaïques (jaune).

### Sources renouvelables
Les technologies d'énergie renouvelable sont des contributeurs essentiels à l'énergie durable, car elles contribuent généralement à la sécurité énergétique mondiale et réduisent la dépendance à l'égard des ressources en combustibles fossiles, atténuant ainsi les émissions de gaz à effet de serre. Les termes « énergie durable » et « énergie renouvelable » sont souvent utilisés de manière interchangeable. Cependant, les projets d'énergie renouvelable soulèvent parfois d'importants problèmes de durabilité, tels que les risques pour la biodiversité lorsque des zones de grande valeur écologique sont converties en production de bioénergie ou en parcs éoliens ou solaires,.
L'hydroélectricité est la plus grande source d'électricité renouvelable, tandis que l'énergie solaire et l'énergie éolienne ont connu une croissance et des progrès substantiels au cours des dernières années ; l'énergie solaire photovoltaïque et l'énergie éolienne terrestre sont les moyens les moins coûteux d'augmenter la capacité de production d'électricité dans la plupart des pays,. D'ici 2030, les solutions d'énergie renouvelable décentralisées telles que les mini-réseaux alimentés par l'énergie solaire sont susceptibles d'être les méthodes les moins coûteuses pour alimenter les domiciles de plus de la moitié des 770 millions de personnes qui n'ont actuellement pas accès à l'électricité.

#### Solaire

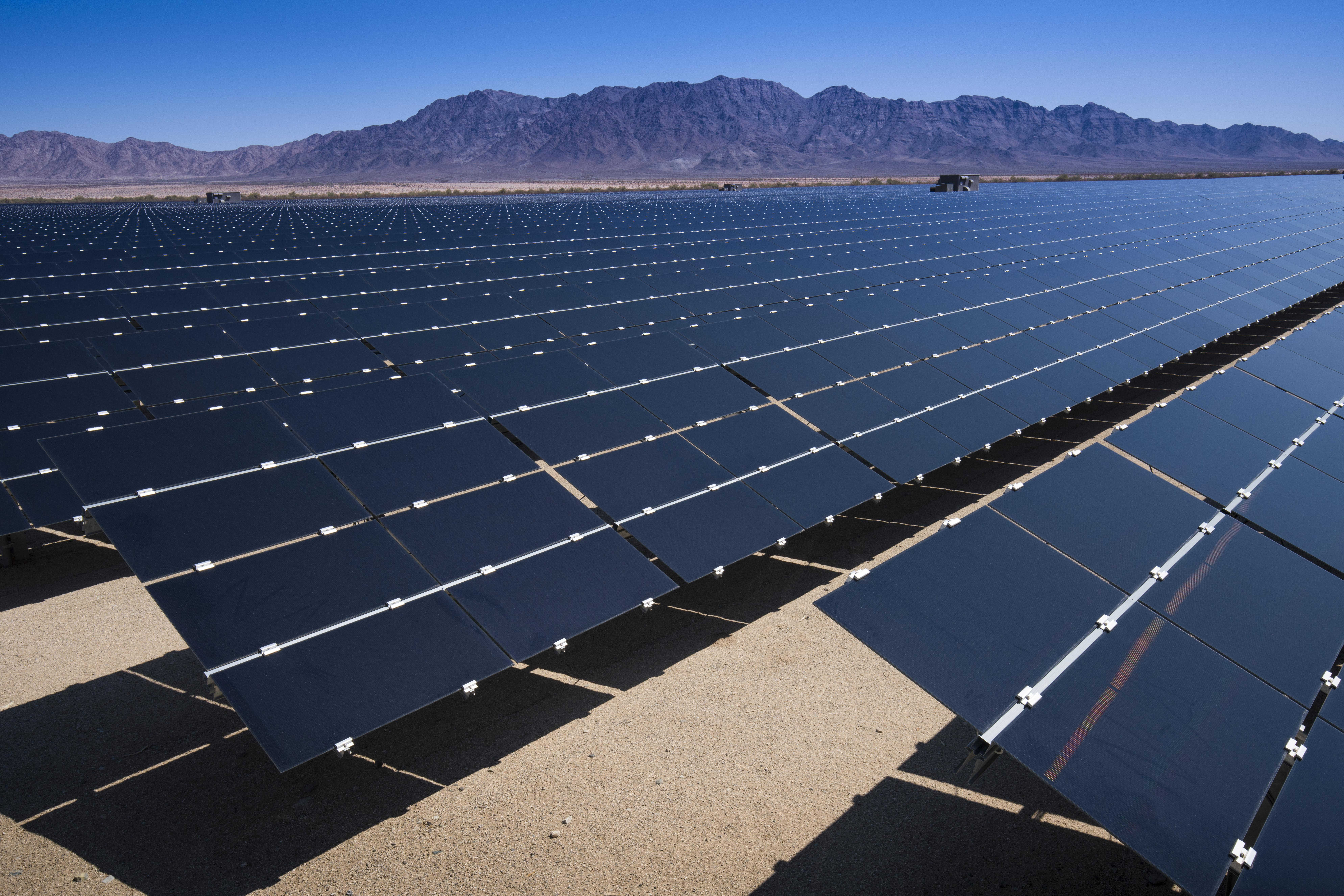
Une centrale électrique solaire en Californie.

L'énergie solaire est une ressource propre et disponible en abondance dans de nombreuses régions et représente la principale source d'énergie de la Terre. En 2019, l'énergie solaire a fourni environ 3 % de l'électricité mondiale, principalement grâce aux panneaux solaires à base de cellules photovoltaïques. Ces panneaux sont montés au sommet de bâtiments ou utilisés dans des parcs solaires connectés au réseau électrique. Le coût de l'énergie solaire photovoltaïque a rapidement baissé, ce qui a entraîné une forte croissance de la capacité mondiale. Le coût de l'électricité produite par les nouvelles fermes solaires est compétitif, voire moins cher dans de nombreux endroits, que l'électricité produite par les centrales au charbon existantes.
La plupart des composants des panneaux solaires peuvent être facilement recyclés, mais cela n'est pas toujours fait en l'absence de réglementation. Les panneaux contiennent généralement des métaux lourds, ils présentent donc des risques pour l'environnement s'ils sont mis en décharge. Les panneaux solaires ont besoin d'énergie pour leur production, soit l'équivalent à moins de deux ans de leur propre production. Le recyclage des modules pourrait réduire le temps de retour énergétique à environ un mois.
L'énergie solaire concentrée produit de la chaleur pour alimenter un moteur thermique. Comme la chaleur est stockée, ce type d'énergie solaire est acheminable : elle peut être produite en fonction des besoins. Les systèmes de chauffage solaire thermique sont utilisés pour de nombreuses applications : eau chaude, chauffage des bâtiments, séchage et dessalement. En 2018, l'énergie solaire a satisfait 1,5 % de la demande finale d'énergie pour le chauffage et le refroidissement.

#### Énergie éolienne

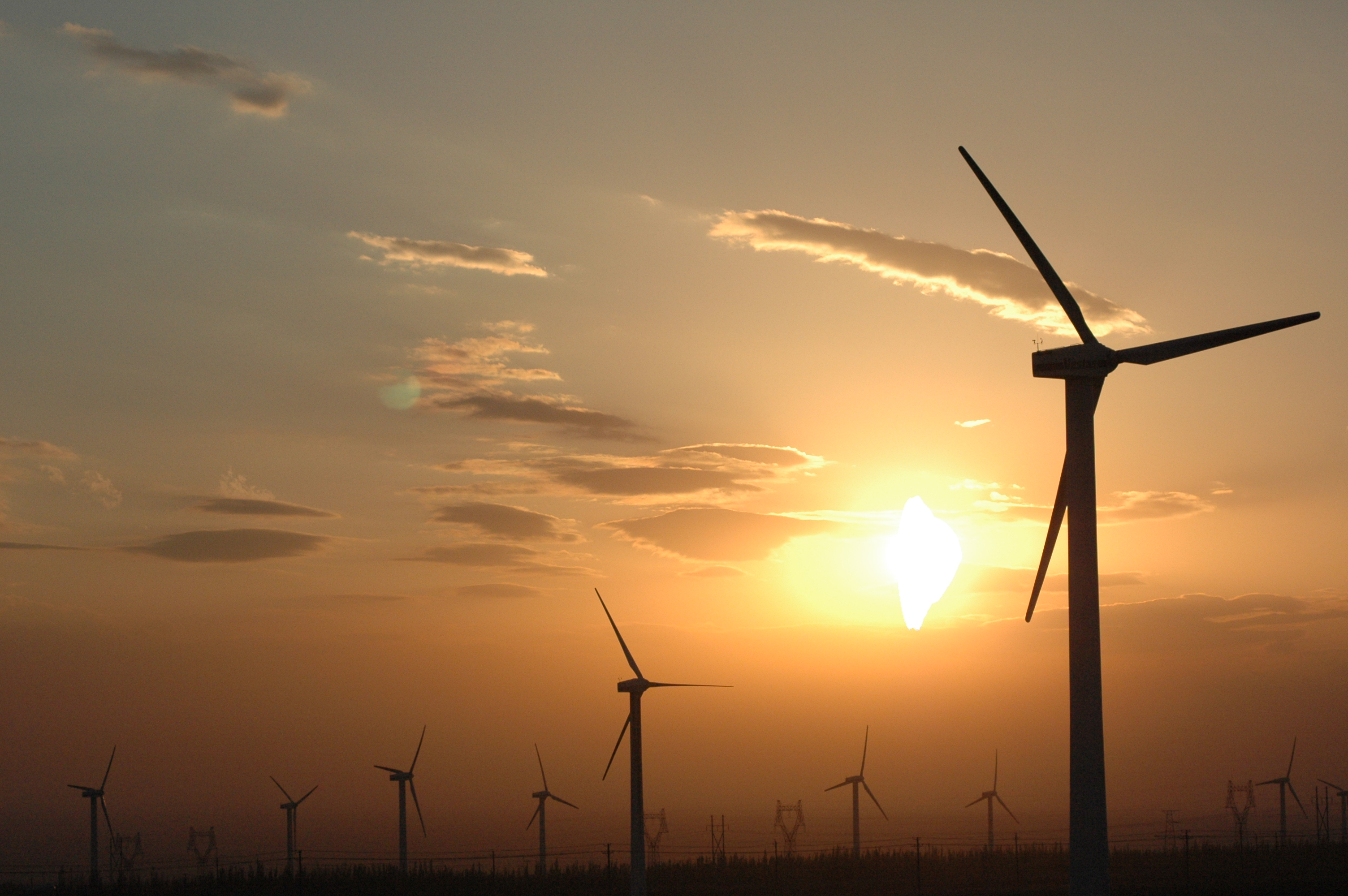
Éoliennes au Xinjiang, en Chine.

En tant que source d'énergie propre, le vent a été un vecteur important du développement au cours des millénaires, fournissant le transport sur mer et l'énergie mécanique pour des processus industriels et la mise en valeur des terres. En 2019, les éoliennes ont fourni environ 6 % de l'électricité mondiale. L'électricité produite par les parcs éoliens terrestres est souvent moins chère que les centrales à charbon existantes, et compétitive avec le gaz naturel et le nucléaire. Les éoliennes peuvent également être placées dans l'océan, où les vents sont plus réguliers et plus forts que sur terre, mais où les coûts de construction et de maintenance sont plus élevés. Selon les prévisions de certains analystes, l'énergie éolienne en mer deviendra moins chère que l'énergie éolienne terrestre au milieu des années 2030.
Les parcs éoliens terrestres, souvent construits dans des zones sauvages ou rurales, ont un impact visuel sur le paysage. Les populations locales de chauves-souris peuvent être fortement impactées en cas de collisions avec les pales d'une éolienne. Le bruit et la lumière vacillante créés par les turbines peuvent être gênants, et contraignent la construction près des zones densément peuplées. Contrairement aux centrales nucléaires et aux centrales à combustibles fossiles, l'énergie éolienne ne consomme pas d'eau pour produire de l'électricité. La construction des éoliennes nécessite peu d'énergie par rapport à l'énergie produite par la centrale éolienne elle-même. Les pales des éoliennes ne sont pas entièrement recyclables ; des recherches sont en cours sur des méthodes de fabrication de pales plus faciles à recycler.

#### Hydroélectricité

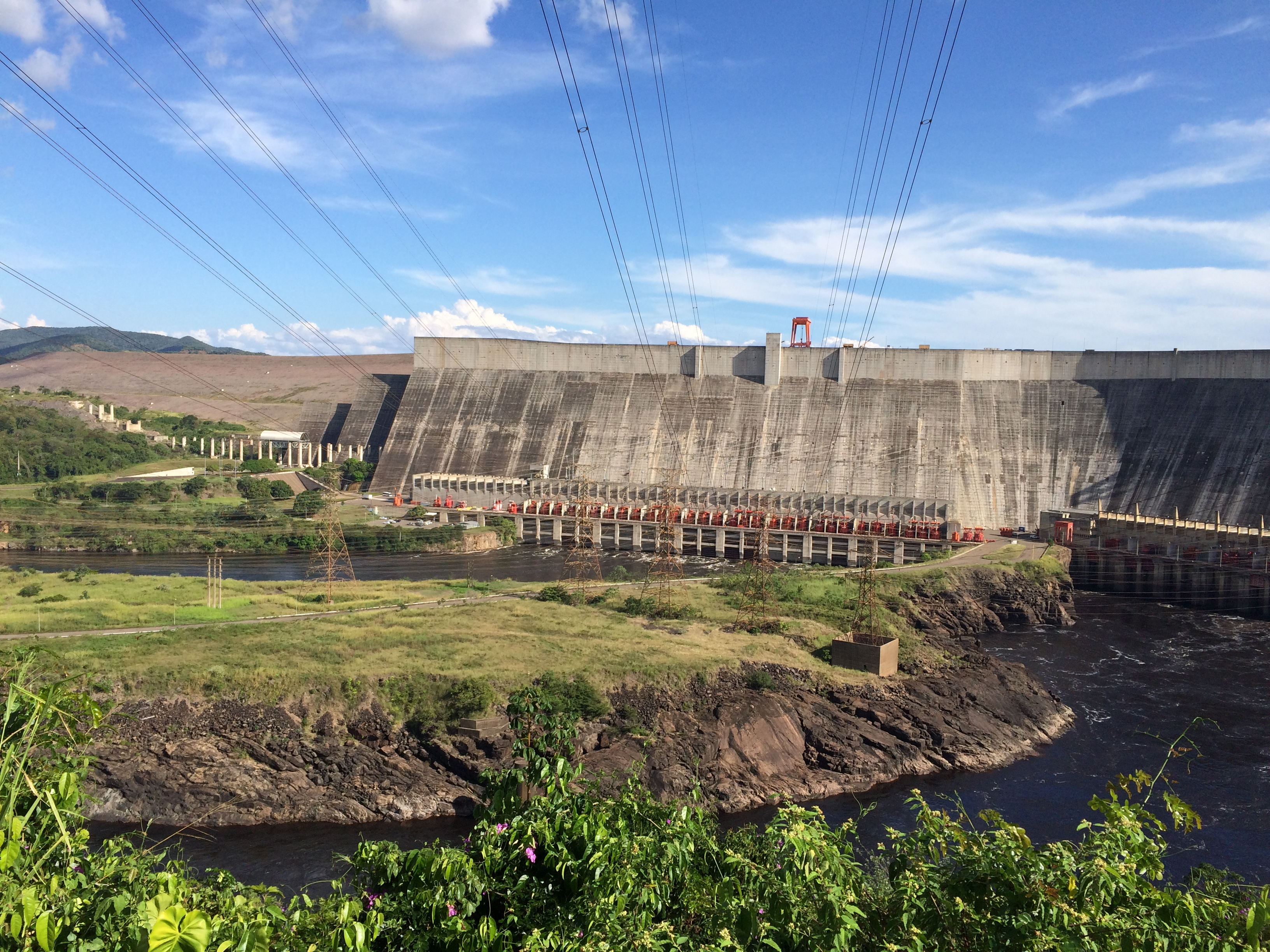
Barrage de Guri, un barrage hydroélectrique au Venezuela.

Les centrales hydroélectriques convertissent l'énergie de l'eau en mouvement en électricité. En moyenne, l'hydroélectricité se classe parmi les sources d'énergie ayant les plus faibles niveaux d'émissions de gaz à effet de serre par unité d'énergie produite, mais les niveaux d'émissions varient énormément d'un projet à l'autre. En 2019, l'hydroélectricité a fourni 16 % de l'électricité mondiale, alors qu'elle avait atteint un pic de près de 20 % au milieu et à la fin du XXe siècle,. La même année, elle a produit 60 % de l'électricité au Canada et près de 80 % au Brésil.
Dans l'hydroélectricité conventionnelle, un réservoir est créé derrière un barrage. Les centrales hydroélectriques conventionnelles fournissent un approvisionnement en électricité hautement flexible et répartissable et peuvent être combinées à l'énergie éolienne et solaire pour assurer les pointes de consommation et compenser lorsque le vent et le soleil sont moins disponibles.
Dans la plupart des projets hydroélectriques conventionnels, la matière biologique qui est submergée par l'inondation du réservoir se décompose, devenant une source de dioxyde de carbone et de méthane. Ces émissions de gaz à effet de serre sont particulièrement importantes dans les régions tropicales. À leur tour, la déforestation et le changement climatique peuvent réduire la production d'énergie des barrages hydroélectriques. Selon l'emplacement, la mise en œuvre de barrages à grande échelle peut déplacer les résidents et causer des dommages environnementaux locaux importants.
Les installations hydroélectriques au fil de l'eau ont généralement moins d'impact sur l'environnement que les installations à réservoir, mais leur capacité à produire de l'électricité dépend du débit du fleuve, qui peut varier en fonction des conditions météorologiques quotidiennes et saisonnières. Les réservoirs permettent de contrôler la quantité d'eau utilisée pour la lutte contre les inondations et la production flexible d'électricité, tout en assurant la sécurité en cas de sécheresse pour l'approvisionnement en eau potable et l'irrigation.

#### Géothermie

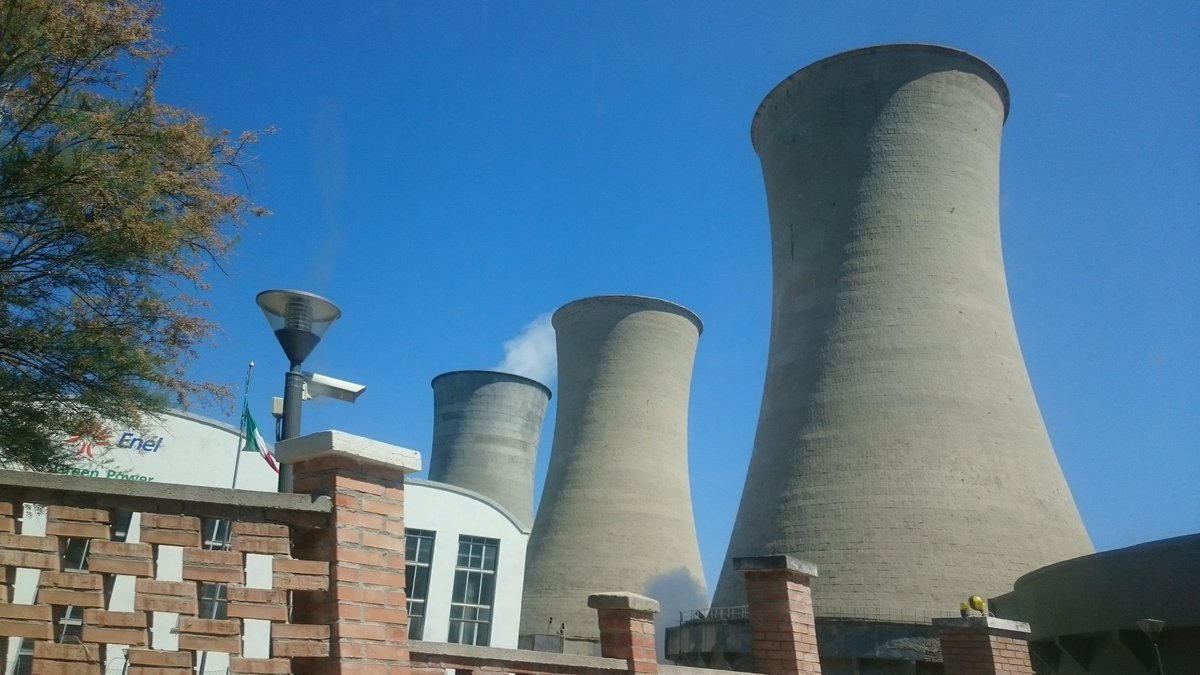
Tours de refroidissement d'une centrale géothermique à Larderello, en Italie.

L'énergie géothermique est produite en exploitant la chaleur qui existe sous la croûte terrestre. La chaleur peut être obtenue en forant dans le sol puis en la transportant par un fluide caloporteur tel que l'eau, la saumure ou la vapeur. L'énergie géothermique peut être exploitée pour la production d'électricité et pour le chauffage. L'utilisation de l'énergie géothermique se concentre dans les régions où l'extraction de la chaleur est économique : il faut une combinaison de chaleur, de débit et de perméabilité élevée. Dans le monde, en 2018, la géothermie a fourni 0,6 % de la demande d'énergie finale en chauffage et refroidissement dans les bâtiments.
L'énergie géothermique est une ressource renouvelable car l'énergie thermique est constamment reconstituée à partir des régions voisines plus chaudes et par la désintégration de particules radioactives dans le noyau terrestre. Les émissions de gaz à effet de serre des centrales électriques géothermiques sont en moyenne de 45 grammes de dioxyde de carbone par kilowatt-heure d'électricité, soit moins de 5 % des émissions des centrales à charbon classiques. La géothermie comporte un risque d'induction de séismes, nécessite une protection efficace pour éviter la pollution de l'eau et émet des émissions toxiques qui peuvent être captées.

#### Bioénergie

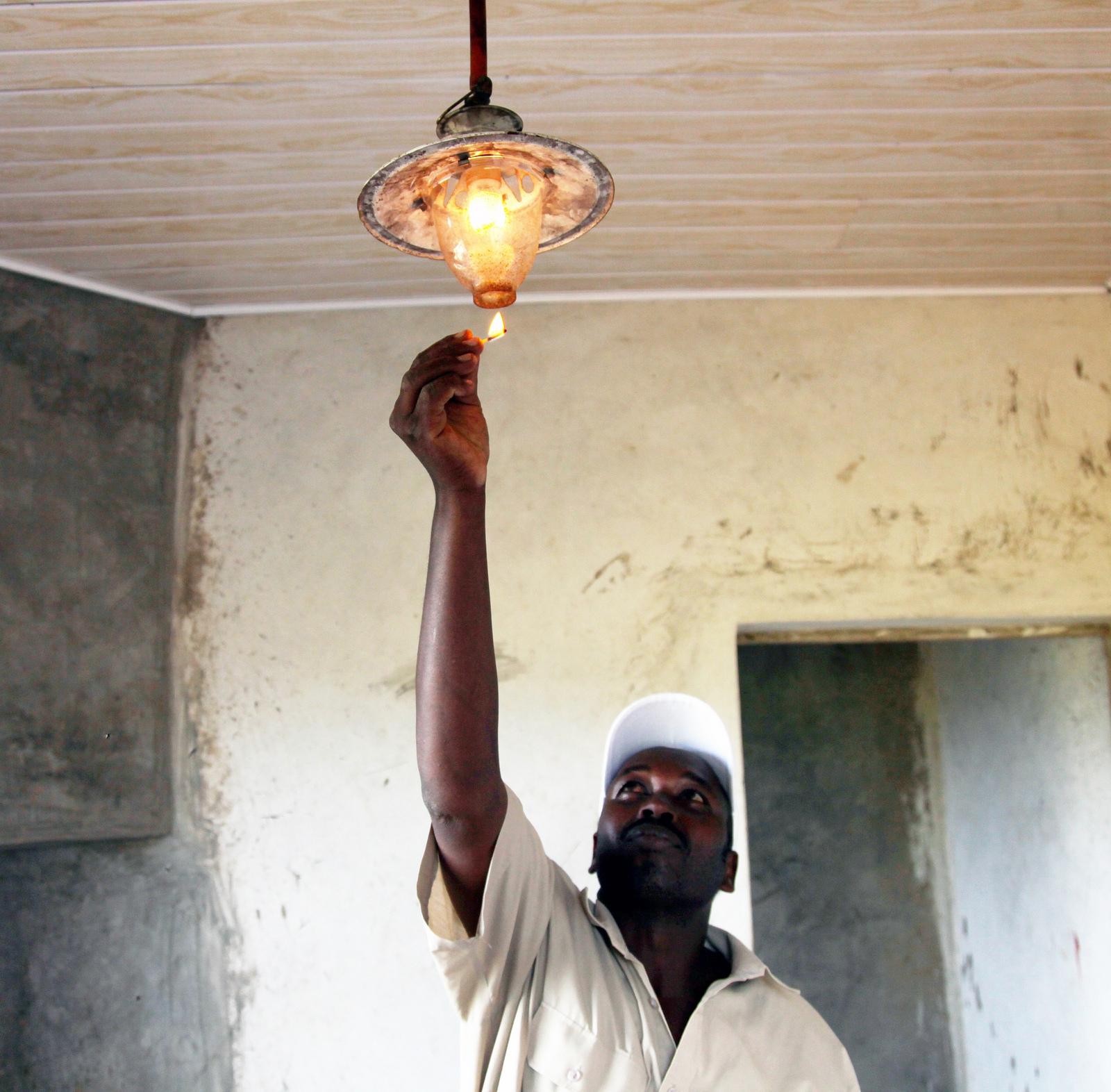
Fermier kényan allumant une lampe à biogaz. Le biogaz produit à partir de la biomasse est une source d'énergie renouvelable qui peut être utilisée pour cuisiner ou s'éclairer.

La biomasse est une source d'énergie renouvelable polyvalente et courante. Si la production de biomasse est bien gérée, les émissions de carbone peuvent être considérablement compensées par l'absorption du dioxyde de carbone par les plantes au cours de leur vie. La biomasse peut être brûlée pour produire de la chaleur et de l'électricité ou convertie en biocarburants modernes tels que le biodiesel et l'éthanol,. Les biocarburants sont souvent produits à partir de maïs ou de canne à sucre. Ils sont utilisés pour alimenter les transports, souvent mélangés à des combustibles fossiles liquides.
L'utilisation de terres agricoles pour la culture de la biomasse peut entraîner une diminution des terres disponibles pour la culture des aliments. Étant donné que la photosynthèse ne capte qu'une petite fraction de l'énergie de la lumière solaire et que les cultures nécessitent des quantités importantes d'énergie pour être récoltées, séchées et transportées, il faut beaucoup de terres pour produire de la biomasse. Si la biomasse est récoltée à partir de cultures, comme les plantations d'arbres, la culture de ces cultures peut déplacer les écosystèmes naturels, dégrader les sols et consommer des ressources en eau et des engrais synthétiques,. Environ un tiers de tout le bois utilisé comme combustible est récolté de manière non durable. Dans certains cas, ces impacts peuvent en fait entraîner une augmentation des émissions globales de carbone par rapport à l'utilisation de carburants à base de pétrole,.

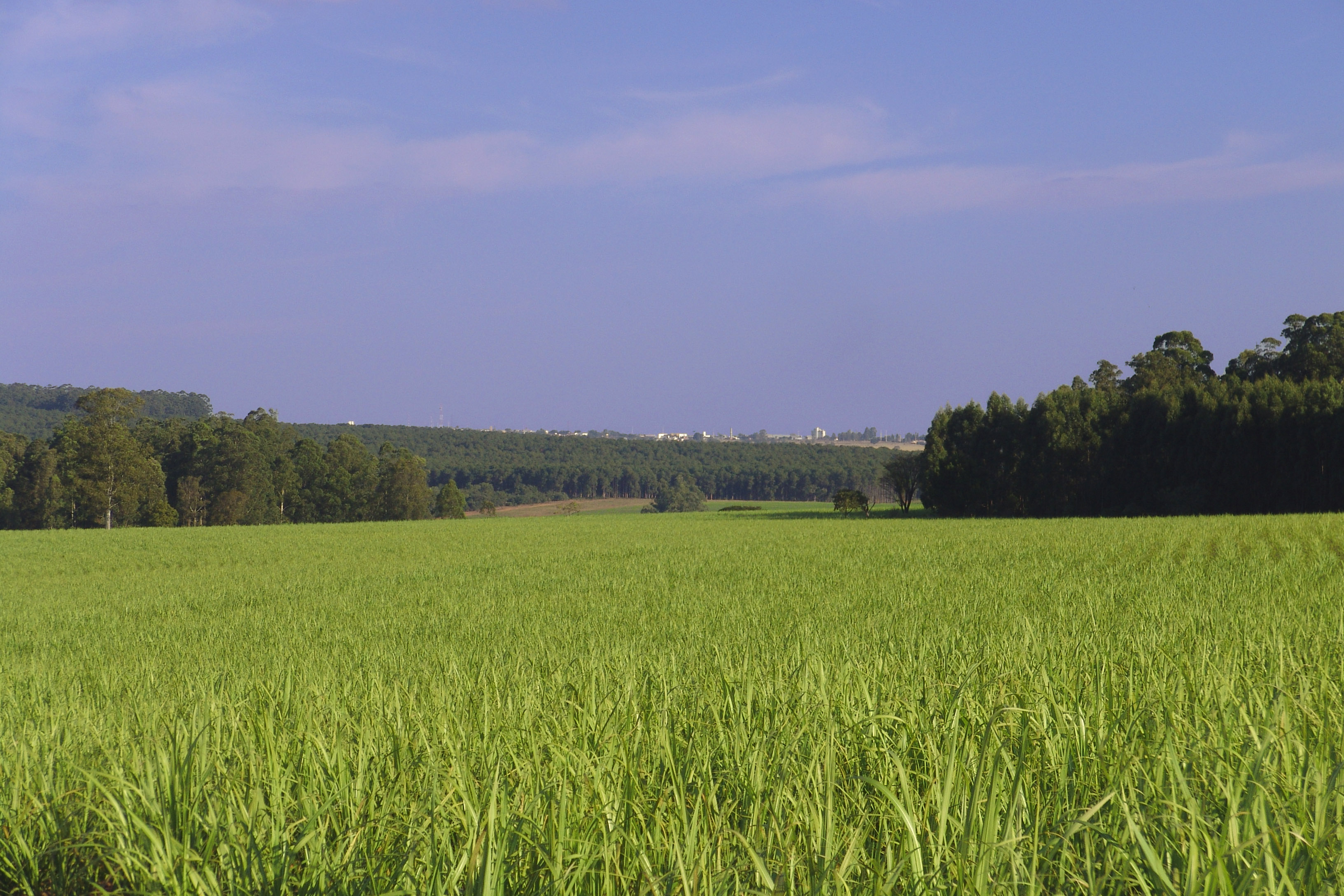
Une plantation de canne à sucre pour produire de l'éthanol au Brésil.

Aux États-Unis, l'éthanol à base de maïs a remplacé environ 10 % de l'essence automobile, ce qui nécessite une proportion importante de la récolte annuelle de maïs,. En Malaisie et en Indonésie, le défrichage des forêts pour produire de l'huile de palme pour le biodiesel a entraîné de graves effets sociaux et environnementaux, car ces forêts sont des puits de carbone essentiels et abritent des espèces menacées.
Les sources de biomasse plus durables comprennent les cultures sur des sols impropres à la production alimentaire, les algues et les déchets. Si la source de biomasse est constituée de déchets, les brûler ou les convertir en biogaz est une solution pour s'en débarrasser. Les biocarburants de deuxième génération (en), produits à partir de plantes non alimentaires, réduisent la concurrence avec la production alimentaire, mais peuvent avoir d'autres effets négatifs, notamment des compromis avec les zones de conservation et la pollution atmosphérique locale.
Selon le Comité britannique sur le changement climatique, à long terme, toutes les utilisations de la bioénergie doivent utiliser le captage et le stockage du carbone (BECSC), et les utilisations où le captage efficace du carbone n'est pas possible, comme l'utilisation de biocarburants dans les véhicules, devraient être progressivement abandonnées.
Lorsque la capture et séquestration est utilisée pour capter les émissions provenant de la combustion de la biomasse dans un processus connu sous le nom de bioénergie avec captage et stockage du carbone (BECSC), l'ensemble du processus peut entraîner une élimination nette du dioxyde de carbone de l'atmosphère. Le processus BECSC peut entraîner des émissions nettes positives en fonction de la manière dont la biomasse est cultivée, récoltée et transportée. En 2014, les voies d'atténuation les moins coûteuses pour atteindre l'objectif de 2 °C décrivent généralement un déploiement massif du BECSC. Cependant, son utilisation à l'échelle décrite dans ces voies nécessiterait davantage de ressources que celles actuellement disponibles dans le monde. Par exemple, capturer 10 milliards de tonnes de CO2 par an nécessiterait la biomasse de 40 % des terres cultivées actuellement dans le monde.

#### Énergie marine
L'énergie marine représente la plus petite part du marché de l'énergie. Elle englobe l'énergie marémotrice, l'énergie houlomotrice, l'énergie maréthermique et l'énergie osmotique. Le développement de l'énergie marémotrice sous forme de barrage est proche de sa maturité. Celui des autres formes d'exploitation des énergies marines est bien moins avancé. Deux systèmes de barrages marémoteurs, en France et en Corée du Sud, représentent 90 % de la production totale.
Dans l'état actuel des connaissances scientifiques, les barrages marémoteurs ne semblent pas avoir d'impact négatif sur la biodiversité, malgré la rupture de continuité écologique qu'ils provoquent. En revanche, sur plusieurs décennies, ils augmentent l'envasement et la sédimentation, en particulier dans les zones toujours immergées du cours d'eau et de la baie où ils se trouvent,,.

### Sources non renouvelables
Les experts et les acteurs politiques (par exemple au sein de l'Union européenne) débattent longuement de la question de savoir si les sources d'énergie non renouvelables telles que l'énergie nucléaire et le gaz naturel peuvent être considérées comme durables et donc bénéficier d'un label d'investissement vert, ou non : des experts du Centre commun de recherche (CCR), l'organe d'expertise scientifique de l'UE, ont déclaré en avril 2021 que l'énergie nucléaire était « durable ». Les débats sur le gaz naturel sont également en cours.

#### Substitution des combustibles fossiles et atténuation
Pour une unité d'énergie produite, les émissions de gaz à effet de serre du cycle de vie du gaz naturel sont environ 40 fois supérieures à celles de l'énergie éolienne ou nucléaire, mais bien inférieures à celles du charbon. Le gaz naturel produit environ la moitié des émissions du charbon lorsqu'il est utilisé pour produire de l'électricité, et environ deux tiers des émissions du charbon lorsqu'il est utilisé pour produire de la chaleur. La réduction des fuites de méthane dans le processus d'extraction et de transport du gaz naturel permet de diminuer davantage les émissions. Le gaz naturel produit moins de pollution atmosphérique que le charbon.
La construction de centrales électriques au gaz et de gazoducs est présentée comme un moyen d'éliminer progressivement la pollution due à la combustion du charbon et du bois et d'augmenter l'approvisionnement en énergie dans certains pays africains dont la population ou l'économie croît rapidement, mais cette pratique est controversée. Le développement d'infrastructures pour le gaz naturel risque de créer de nouvelles dépendances à des technologies produisant des gaz à effet de serre et ne convient aux objectifs durables que si les émissions sont capturées.
Les émissions de gaz à effet de serre des centrales électriques à combustibles fossiles et à biomasse peuvent être considérablement réduites par le captage et la séquestration du carbone, mais le déploiement de cette technologie est encore très limité, avec seulement 21 centrales à grande échelle en service dans le monde en 2020. Ce processus est coûteux, et les coûts dépendent considérablement de la proximité du site par rapport à une géologie appropriée pour la séquestration du dioxyde de carbone,. La séquestration peut être adaptée aux centrales électriques existantes, mais elle est alors plus énergivore. La plupart des études utilisent une hypothèse selon laquelle la séquestration peut capter 85 à 90 % des émissions de CO2 d'une centrale électrique,. Si 90 % des émissions de CO2 émises par une centrale électrique au charbon étaient capturées, ses émissions non captées seraient encore plusieurs fois supérieures aux émissions de l'énergie nucléaire, solaire ou éolienne par unité d'électricité produite,.

#### Énergie nucléaire
Les centrales nucléaires sont utilisées depuis les années 1950 pour assurer une relative indépendance énergétique et un approvisionnement régulier en électricité à faible teneur en carbone, sans créer de pollution atmosphérique locale. En 2020, les centrales nucléaires de plus de 30 pays ont produit 10 % de l'électricité mondiale, mais près de 50 % de l'électricité à faible teneur en carbone aux États-Unis et dans l'Union européenne. À l'échelle mondiale, l'énergie nucléaire est la deuxième source d'énergie à faible teneur en carbone après l'énergie hydraulique. L'énergie nucléaire utilise peu de terres par unité d'énergie produite, par rapport aux principales énergies renouvelables.
Les émissions de gaz à effet de serre liées au cycle de vie de l'énergie nucléaire (y compris l'extraction et le traitement de l'uranium) sont similaires à celles de l'énergie éolienne et quatre fois inférieures à celles de l'énergie solaire. La réduction du temps et du coût de construction des nouvelles centrales nucléaires est un objectif poursuivi depuis des décennies, mais les progrès sont limités,.
La classification de l'énergie nucléaire comme durable fait l'objet d'une controverse considérable, les contre-arguments tournant autour du risque d'accidents nucléaires, de la production de déchets nucléaires radioactifs et de la possibilité que l'énergie nucléaire contribue à la prolifération des armes nucléaires. Ces préoccupations ont donné naissance au mouvement antinucléaire. Pour chaque unité d'énergie produite, l'énergie nucléaire est beaucoup plus sûre que l'énergie des combustibles fossiles et comparable aux sources renouvelables ; en 2022, la Commission européenne classe l'énergie nucléaire dans les investissements verts, reconnaissant qu'il n'est pas une énergie durable, mais qu'il peut faciliter la transition énergétique,, décision que l'Autriche rejette. Le minerai d'uranium utilisé pour alimenter les centrales à fission nucléaire est une ressource non renouvelable, mais il en existe des quantités suffisantes pour assurer un approvisionnement pendant des centaines d'années, sans même tenir compte des éventuels réacteurs à surgénération. Les voies d'atténuation du changement climatique prévoient généralement une augmentation de l'approvisionnement en électricité à partir du nucléaire, mais cette croissance n'est pas strictement nécessaire.
Diverses nouvelles formes d'énergie nucléaire sont en cours de développement, dans l'espoir de remédier aux inconvénients des centrales conventionnelles. L'énergie nucléaire exploitant le thorium, plutôt que l'uranium, pourrait offrir une plus grande sécurité énergétique aux pays qui ne disposent pas d'une grande quantité d'uranium. Les petits réacteurs modulaires pourraient présenter plusieurs avantages par rapport aux grands réacteurs actuels : il devrait être possible de les construire plus rapidement et leur modularité permettrait de réduire les coûts grâce à l'apprentissage par la pratique. Dans une perspective plus lointaine, plusieurs pays tentent de développer des réacteurs à fusion nucléaire, qui produiraient de très petites quantités de déchets et offriraient une sûreté accrue.

## Transformation du système énergétique

Émissions produites par les différents secteurs économiques, y compris les émissions générées par la production d'électricité et de chaleur, selon le cinquième rapport d'évaluation du GIEC de 2014.

Pour maintenir le réchauffement de la planète en dessous de 2 °C, il faudra transformer complètement la façon dont l'énergie est à la fois produite et consommée. En 2019, 85 % des besoins énergétiques mondiaux sont satisfaits par la combustion de combustibles fossiles. Pour maximiser l'utilisation des sources d'énergie renouvelables, les technologies d'utilisation de l'énergie, comme les véhicules, doivent être alimentées à l'électricité ou à l'hydrogène. Les systèmes électriques devront également devenir plus flexibles pour s'adapter aux sources d'énergie renouvelables variables.
De nouvelles innovations sont nécessaires dans le secteur de l'énergie pour atteindre le niveau net zéro en 2050. L'Agence internationale de l'énergie estime que la plupart des réductions de CO2 jusqu'en 2030 peuvent être obtenues en déployant des technologies déjà utilisées. Pour l'objectif 2050, celles-ci représenteraient alors la moitié des réductions et elles devront alors être aidées par des technologies qui sont encore en développement en 2021. Les innovations futures dans le domaine des batteries, des électrolyseurs d'hydrogène et de la capture directe avec captage et stockage du dioxyde de carbone — il s'agit alors de capturer le CO2 directement de l'atmosphère — sont identifiées comme potentiellement importants. Le développement de nouvelles technologies nécessite de la recherche et du développement, des démonstrations et des réductions des coûts du déploiement.
Grâce à une planification et à une gestion responsables, il est possible de fournir un accès universel à l'électricité et à une cuisine propre d'ici 2030, tout en respectant les objectifs climatiques,. Historiquement, plusieurs pays ont réalisé des gains économiques rapides grâce à l'utilisation du charbon, notamment en Asie. Cependant, il reste une fenêtre d'opportunité pour de nombreux pays et régions pauvres pour mettre fin à leur dépendance aux combustibles fossiles en développant des systèmes énergétiques basés sur les énergies renouvelables, moyennant des investissements internationaux et un transfert de connaissances adéquats.

### Gestion des sources d'énergie variables

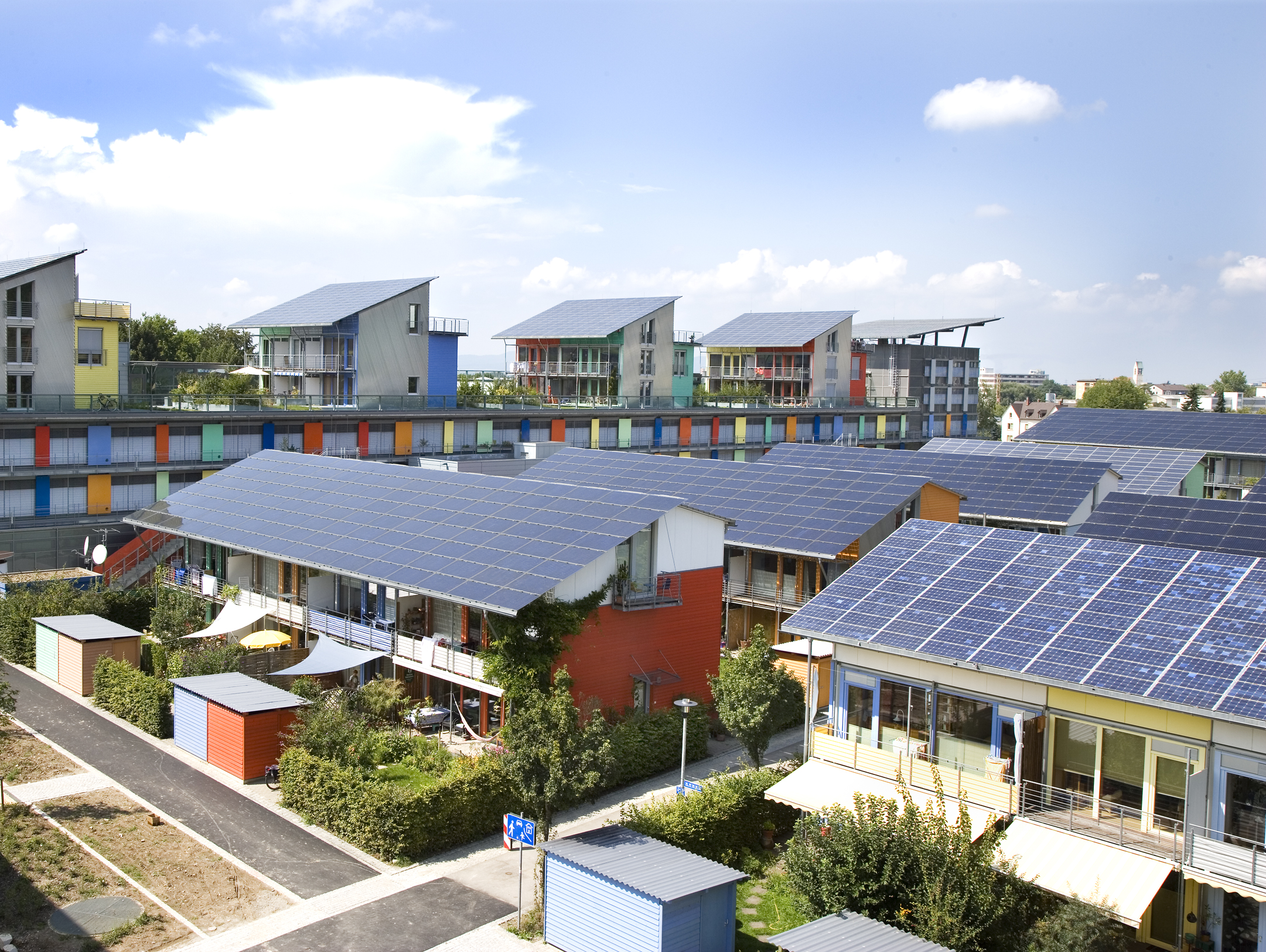
Les bâtiments du quartier de Schlierberg, à Fribourg-en-Brisgau (Allemagne), produisent plus d'énergie qu'ils n'en consomment. Ils intègrent des panneaux solaires en toiture et sont construits pour une efficacité énergétique maximale.

Le solaire et l'éolien sont des sources d'énergie renouvelables variables qui fournissent de l'électricité de manière intermittente en fonction des conditions météorologiques et de l'heure de la journée,. La plupart des réseaux électriques ont été construits pour des sources d'énergie non intermittentes telles que les centrales électriques au charbon. À mesure que de plus grandes quantités d'énergie solaire et éolienne sont intégrées au réseau, des changements doivent être apportés au système énergétique pour garantir que l'offre d'électricité correspond à la demande. En 2019, ces sources ont généré 8,5 % de l'électricité mondiale, une part qui a augmenté rapidement.
Il existe différents moyens de rendre le système électrique plus flexible. Dans de nombreux endroits, la production éolienne et solaire est complémentaire à l'échelle d'une journée et d'une saison : il y a plus de vent pendant la nuit et en hiver, lorsque la production d'énergie solaire est faible. La liaison de différentes régions géographiques par des lignes de transmission à longue distance permet d'annuler davantage la variabilité. La demande d'énergie peut être décalée dans le temps par la gestion de la demande d'énergie et l'utilisation de réseaux intelligents, correspondant aux moments où la production d'énergie variable est la plus élevée. Grâce au stockage, l'énergie produite en excès peut être libérée en cas de besoin. La construction de capacités supplémentaires pour la production d'énergie éolienne et solaire peut contribuer à garantir la production d'une quantité suffisante d'électricité même en cas de mauvais temps ; en cas de temps optimal, il peut être nécessaire de réduire la production d'énergie. Les derniers besoins peuvent être couverts en utilisant des sources d'énergie acheminables telles que l'hydroélectricité, la bioénergie ou le gaz naturel.

### Stockage de l'énergie

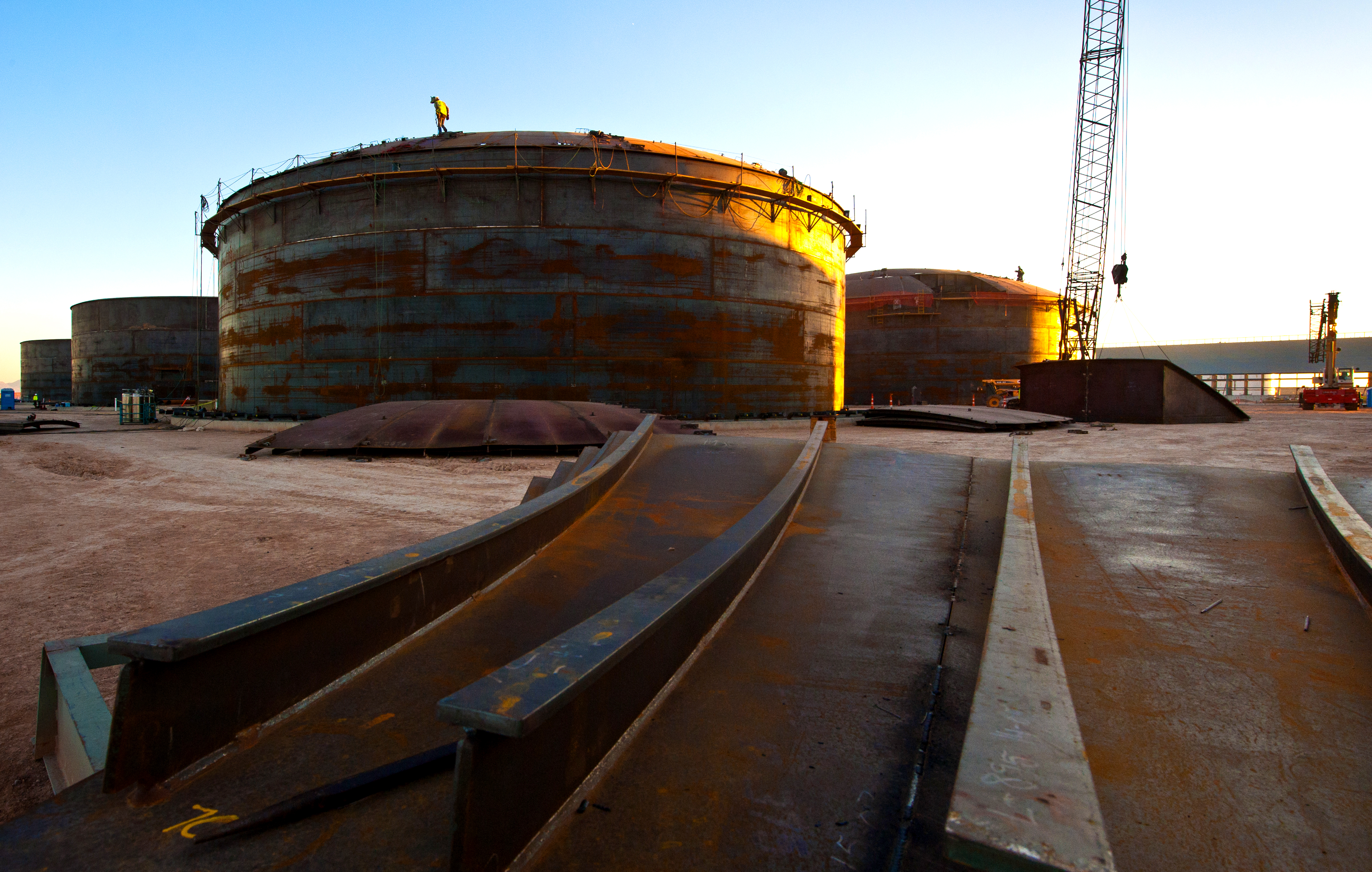
Construction de réservoirs de sel pour stocker l'énergie thermique.

Le stockage de l'énergie permet de surmonter les obstacles liés à l'intermittence des énergies renouvelables et constitue donc un aspect important d'un système énergétique durable. La méthode de stockage la plus couramment utilisée est l'hydroélectricité par pompage-turbinage, qui nécessite des sites présentant de grandes différences de hauteur et un accès à l'eau. Les batteries, et plus particulièrement les batteries lithium-ion dont les coûts baissent rapidement, sont également largement utilisées. Les batteries stockent généralement l'électricité pendant de courtes périodes ; des recherches sont en cours sur une technologie ayant une capacité suffisante pour durer pendant plusieurs saisons. Le stockage hydroélectrique par pompage et la conversion d'électricité en gaz avec une capacité d'utilisation de plusieurs mois ont été mis en œuvre dans certains endroits,.
En 2018, le stockage d'énergie thermique n'est généralement pas aussi pratique que la combustion de combustibles fossiles. Les coûts initiaux élevés constituent un obstacle à la mise en œuvre. Le stockage intersaisonnier de chaleur nécessite une grande capacité ; il a été mis en œuvre dans certaines régions à haute latitude pour le chauffage domestique.

### Électrification

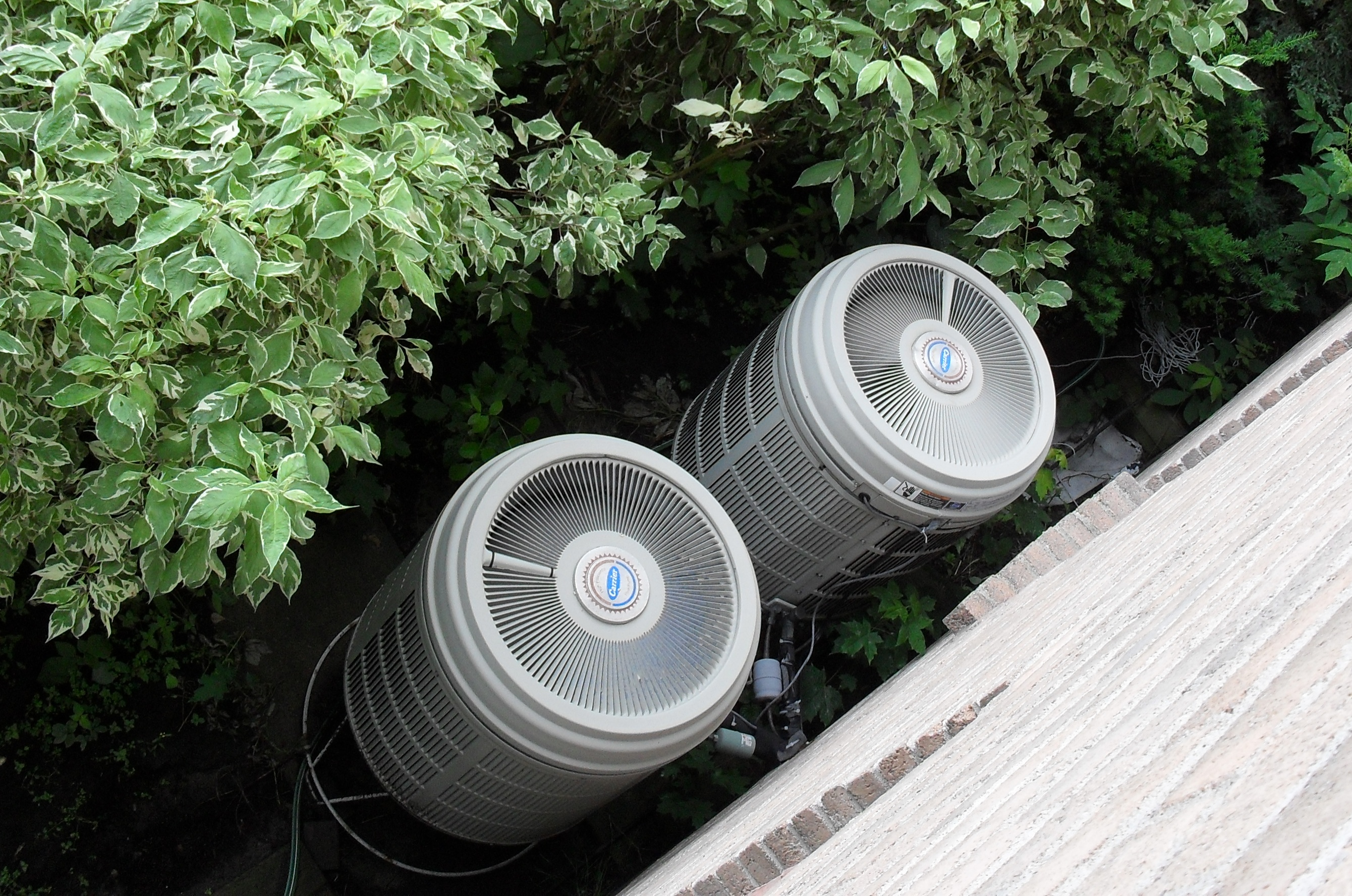
La partie extérieure d'une pompe à chaleur.

En 2019, 37 % de l'électricité mondiale est produite à partir de sources à faible émissions, soit les énergies renouvelables et l'énergie nucléaire. Les combustibles fossiles — principalement le charbon — produisent le reste de l'approvisionnement en électricité. L'un des moyens les plus faciles et les plus rapides de réduire les émissions de gaz à effet de serre est de supprimer progressivement les centrales électriques au charbon et d'augmenter la production d'électricité renouvelable. En 2018, environ un quart de toute la production d'électricité provenait de sources renouvelables autres que la biomasse.
Outre la décarbonation de la production d'électricité, les scénarios d'atténuation du changement climatique envisagent une électrification importante, c'est-à-dire le remplacement de la combustion directe de combustibles fossiles par l'utilisation d'électricité,. Il existe de nombreuses options pour produire de l'électricité de manière durable, mais la production durable de carburants ou de chaleur à grande échelle est relativement difficile. Une politique climatique ambitieuse verrait un doublement de l'énergie consommée sous forme d'électricité d'ici 2050, contre 20 % en 2020.
L'un des défis de l'accès universel à l'électricité est de distribuer l'énergie dans les zones rurales. Les systèmes hors réseau et les mini-réseau basés sur les énergies renouvelables, tels que les petites installations photovoltaïques qui génèrent et stockent suffisamment d'électricité pour un village, constituent des solutions importantes. Un accès plus large à une électricité fiable conduirait à une moindre utilisation de lampes à pétrole et des générateurs diesel, qui sont actuellement courants dans le monde en développement.
Les infrastructures de production et de stockage d'électricité renouvelable nécessitent des minéraux et des métaux, tels que le cobalt et le lithium pour les batteries et le cuivre pour les panneaux solaires. Le recyclage peut répondre à une partie de cette demande si le cycle de vie des produits est bien conçu, mais l'objectif d'émissions nettes nulles nécessite toujours une augmentation importante de l'extraction de 17 types de métaux et de minéraux. Un petit groupe de pays ou d'entreprises domine parfois les marchés de ces produits, ce qui soulève des préoccupations géopolitiques. Le cobalt, par exemple, est extrait dans la république démocratique du Congo, une région politiquement instable où l'exploitation minière est souvent associée à des risques pour les droits de l'homme. Un approvisionnement géographique plus diversifié peut garantir la stabilité de la chaîne d'approvisionnement,.

### Hydrogène
Le dihydrogène peut être brûlé pour produire de la chaleur ou alimenter des piles à combustible pour produire de l'électricité, avec zéro émission au point d'utilisation. Les émissions globales du cycle de vie de l'hydrogène dépendent de la façon dont il est produit. Une très faible partie de l'approvisionnement mondial en hydrogène est créée à partir de sources durables. La méthode prédominante est le reformage du méthane à la vapeur, dans lequel l'hydrogène est produit à partir d'une réaction chimique entre la vapeur d'eau et le méthane, le principal composant du gaz naturel. La production d'une tonne d'hydrogène par ce procédé entraîne l'émission de 6,6 à 9,3 tonnes de dioxyde de carbone. Bien que le captage du carbone puisse éliminer une grande partie de ces émissions, l'empreinte carbone globale de l'hydrogène issu du gaz naturel reste difficile à évaluer en 2021, en partie à cause des émissions créées lors de la production du gaz naturel lui-même.
De l'électricité peut être utilisée pour scinder les molécules de l'eau, produisant ainsi de l'hydrogène durable, à condition que l'électricité ait été produite de manière durable. Cette électrolyse de l'eau est cependant plus coûteuse que la création d'hydrogène à partir du méthane et l'efficacité de la conversion énergétique est intrinsèquement faible. L'hydrogène peut être produit lorsqu'il y a un excédent d'électricité renouvelable, puis stocké et utilisé pour produire de la chaleur ou pour générer à nouveau de l'électricité. Il peut ensuite être transformé en carburants synthétiques tels que l'ammoniac et le méthanol.
L'innovation dans les électrolyseurs pourrait rendre la production d'hydrogène à grande échelle à partir d'électricité plus compétitive. L'hydrogène pourrait jouer un rôle important dans la décarbonisation des systèmes énergétiques car, dans certains secteurs, il serait très difficile de remplacer les combustibles fossiles par l'utilisation directe de l'électricité. L'hydrogène peut produire la chaleur intense nécessaire à la production industrielle d'acier, de ciment, de verre et de produits chimiques. Pour la fabrication de l'acier, l'hydrogène peut servir de vecteur d'énergie propre et, simultanément, de catalyseur à faible teneur en carbone pour remplacer le coke dérivé du charbon. Les inconvénients de l'hydrogène en tant que vecteur d'énergie comprennent les coûts élevés de stockage et de distribution dus à l'explosivité de l'hydrogène, à sa masse importante par rapport à d'autres combustibles et à sa tendance à fragiliser les tuyaux.

### Technologies consommant de l'énergie

#### Transport

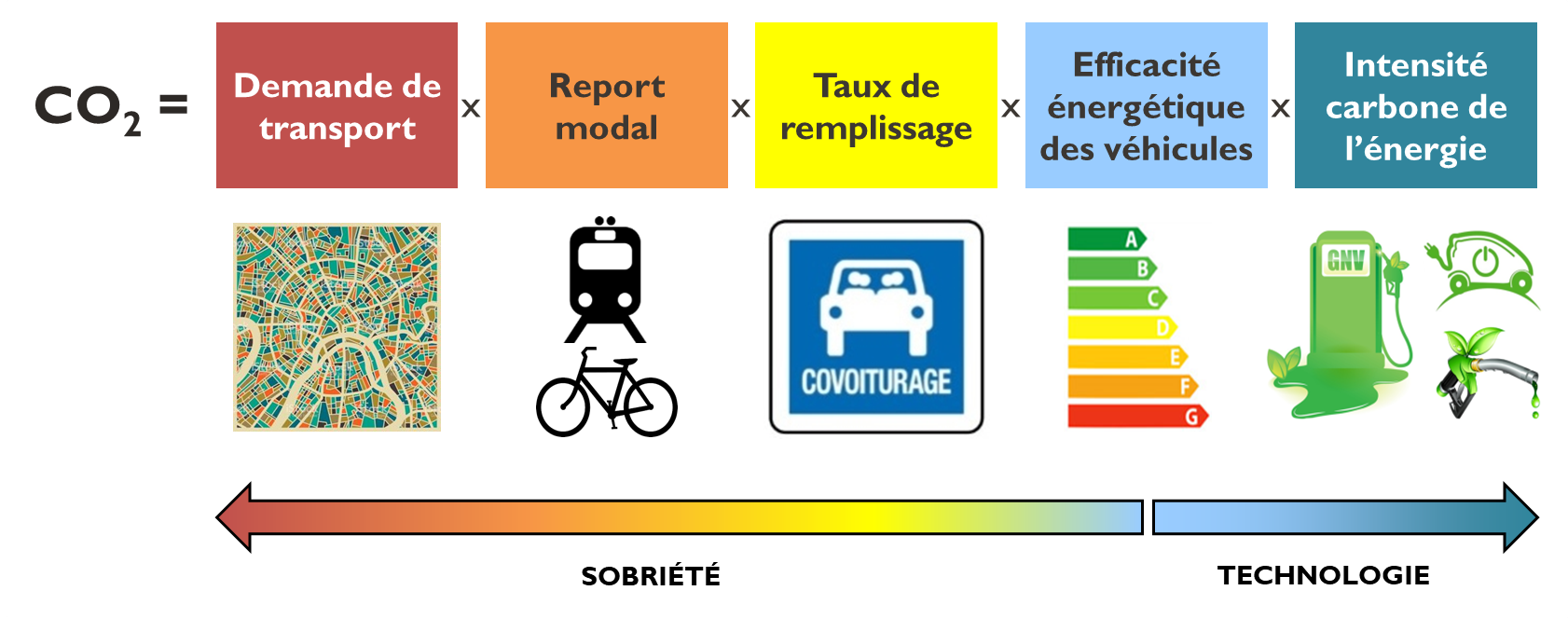
Décomposition selon la méthode LMDI des émissions de dioxyde de carbone des transports en cinq facteurs : maîtrise de la croissance de la demande pour le transport de voyageurs et de marchandises, report modal vers les modes les plus économes en énergie et les moins émetteurs, optimisation du taux d'occupation des véhicules, amélioration de la performance énergétique des véhicules et décarbonation de l’énergie.

Les transports peuvent être rendus plus durables de multiples façons. Les transports en commun émettent souvent moins d'émissions par passager que les véhicules personnels tels que les voitures, en particulier lorsque le taux d'occupation est élevé,. Les vols de courte distance peuvent être remplacés par des voyages en train à grande vitesse, qui consomment beaucoup moins de carburant,. Les transports peuvent être rendus plus propres et plus sains en stimulant les transports non motorisés tels que le vélo et la marche, en particulier dans les villes.

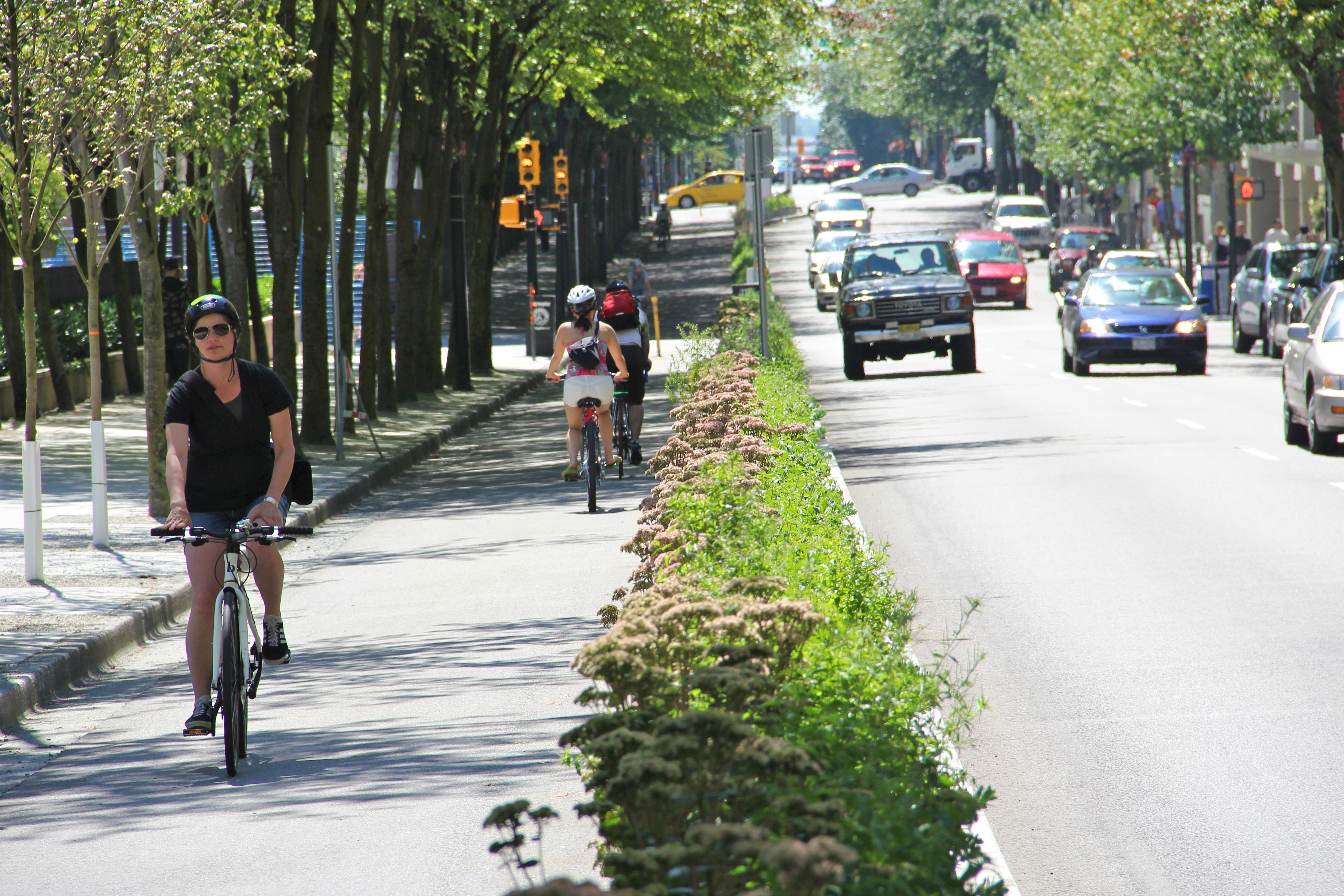
Personnes utilisant une piste cyclable à Vancouver, au Canada ; le vélo est un mode de transport durable.

L'efficacité énergétique des voitures a augmenté en raison des progrès technologiques, mais le passage aux véhicules électriques est une étape importante vers la décarbonisation des transports et la réduction de leur pollution atmosphérique. Une grande partie de la pollution de l'air liée au trafic est constituée de particules provenant de la poussière des routes et de l'usure des pneus et des plaquettes de frein. L'électrification ne permet pas de réduire sensiblement la pollution provenant de ces sources. Une réduction de ce type de pollution nécessite des mesures telles que la réduction du poids des véhicules et la réduction de leur utilisation.
Rendre le transport de marchandises durable est un défi. Les véhicules à hydrogène peuvent être une option pour les véhicules de plus grande taille, tels que les camions, qui n'ont pas encore été largement électrifiés en raison du poids des batteries nécessaires pour les déplacements sur de longues distances. La création d'autoroutes électriques permet cependant de remplacer ces e-carburants directement par de l'électricité, augmentant ainsi l'efficacité énergétique. De nombreuses techniques nécessaires pour réduire les émissions du transport maritime et de l'aviation n'en sont qu'à leurs débuts, l'ammoniac propre étant un candidat prometteur pour le carburant des navires. Le biocarburant pour l'aviation, certifié comme carburant durable d'aviation, pourrait être l'une des meilleures utilisations de la bioénergie, à condition qu'une partie du carbone soit capturée et stockée pendant la fabrication du carburant.

#### Chauffage et réfrigération

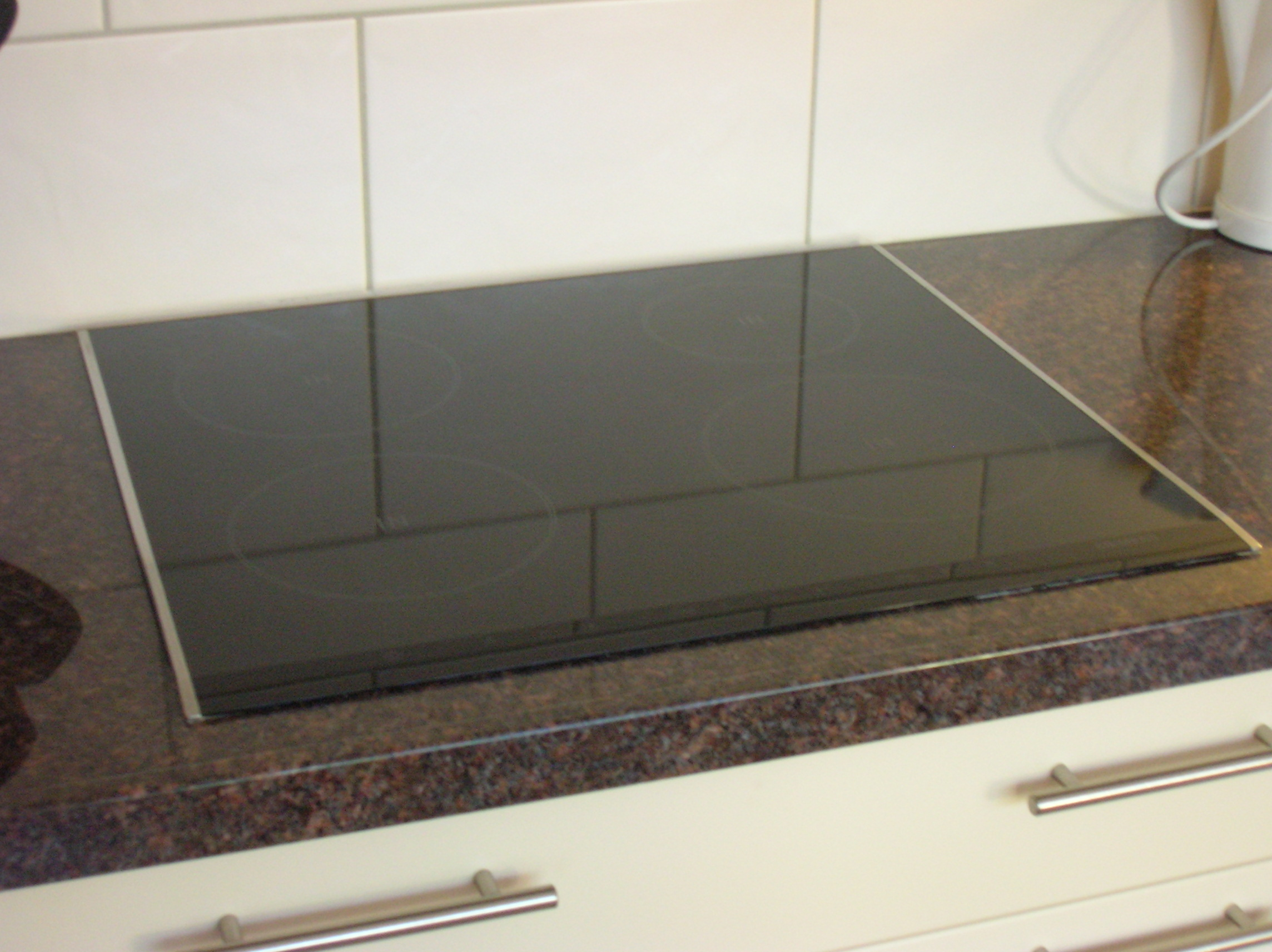
En Équateur, tous les fours de cuisson sont en train d'être remplacés par des modèles électriques à induction, qui sont plus durables et parfois moins chers que le gaz de pétrole liquéfié.

Pour chauffer les bâtiments, les alternatives à la combustion de combustibles fossiles et de biomasse comprennent l'électrification au moyen de pompes à chaleur ou d'appareils de chauffage électrique, la géothermie, les centrales de chauffage solaire, la chaleur de récupération et le stockage intersaisonnier de l'énergie thermique,,. Les pompes à chaleur fournissent à la fois de la chaleur en hiver et la climatisation en été. L'AIE estime que les pompes à chaleur pourraient répondre à plus de 90 % des besoins de chauffage des locaux et de l'eau dans le monde.
Le réseau de chaleur, qui consiste à produire de la chaleur à un endroit centralisé puis de la distribuer par des tuyaux isolés, est un moyen très efficace de chauffer les bâtiments. Traditionnellement, la plupart de ces systèmes utilisaient des combustibles fossiles, mais les systèmes modernes et les systèmes à basse température sont conçus pour utiliser des parts élevées d'énergie renouvelable,.
Le refroidissement des bâtiments peut être rendu plus efficace en suivant le modèle d'habitat passif, avec une planification urbaine qui minimise l'effet d'îlot de chaleur, et en établissant des réseaux de froid dans lesquels circule de l'eau froide canalisée,. La climatisation nécessite de grandes quantités d'électricité et n'est pas toujours abordable pour les ménages les plus pauvres. Certaines unités de climatisation utilisent des gaz à effet de serre comme réfrigérants ; l'accord international de Kigali exige que ceux-ci soient remplacés par des réfrigérants respectueux du climat.
Dans les pays en développement où les populations souffrent de précarité énergétique, des combustibles polluants tels que le bois ou les déjections animales sont souvent utilisés pour la cuisson. La cuisson avec ces combustibles n'est généralement pas durable, car ils dégagent une fumée nocive et parce que la récolte du bois peut entraîner la dégradation des forêts. L'adoption universelle d'installations de cuisson propres, qui sont déjà omniprésentes dans les pays riches, améliorerait considérablement la santé et aurait des effets minimes sur le climat,,. Les installations de cuisson propre utilisent généralement du gaz naturel, du GPL ou de l'électricité comme source d'énergie ; les systèmes de biogaz constituent une alternative prometteuse dans certains contextes. Les fourneaux améliorés qui brûlent la biomasse plus efficacement que les fourneaux traditionnels constituent une solution provisoire lorsque la transition vers des systèmes de cuisson propre est difficile.

#### Industrie
Plus d'un tiers de l'énergie est utilisée par l'industrie. La majeure partie de cette énergie est déployée dans des processus thermiques : production de vapeur, séchage et réfrigération. La part des énergies renouvelables dans l'industrie était de 14,5 % en 2017. Celle-ci comprend principalement de la chaleur à basse température fournie par la bioénergie et de l'électricité. Les activités les plus énergivores de l'industrie ont les parts d'énergie renouvelable les plus faibles, car elles sont confrontées à des limites dans la production de chaleur à des températures supérieures à 200 °C.
Pour certains processus industriels, tels que la production d'acier, la commercialisation de technologies qui n'ont pas encore été construites ou exploitées à pleine échelle sera nécessaire pour éliminer les émissions de gaz à effet de serre. La production de plastique, de ciment et d'engrais nécessite également des quantités importantes d'énergie, avec des possibilités limitées de décarbonisation. Le passage à une économie circulaire rendrait l'industrie plus durable, car elle implique un recyclage plus important et donc une utilisation moindre d'énergie par rapport à l'extraction de nouvelles matières premières.
De petits réacteurs nucléaires (SMR) pourraient être utilisés pour fournir aux industries de l'énergie bas-carbone sous forme électrique (dans les lieux isolés notamment) mais aussi sous forme de chaleur.

## Finance

Le chauffage et les transports électrifiés sont des éléments clés de l'investissement dans la transition vers les énergies renouvelables.

La mobilisation de financements suffisants pour l'innovation et l'investissement est une condition préalable à la transition énergétique. Le Groupe d'experts intergouvernemental sur l'évolution du climat estime que pour limiter le réchauffement climatique à 1,5 °C, il faudrait investir 2 400 milliards de dollars américains dans le système énergétique chaque année entre 2016 et 2035. La plupart des études prévoient que ces coûts, qui équivalent à 2,5 % du PIB mondial, seraient faibles en comparaison aux avantages économiques et sanitaires qu'ils amèneraient. L'investissement annuel moyen dans les technologies énergétiques à faible émission de carbone et dans l'efficacité énergétique devrait être multiplié par six environ d'ici 2050 par rapport à 2015. Le sous-financement est particulièrement prononcé dans les pays les moins avancés.
La Convention-cadre des Nations unies sur les changements climatiques estime qu'en 2016, le financement du climat s'est élevé à 681 milliards de dollars, la majeure partie étant constituée d'investissements du secteur privé dans le déploiement des énergies renouvelables, d'investissements du secteur public dans les transports durables et d'investissements du secteur privé dans l'efficacité énergétique,. Le financement et les subventions aux combustibles fossiles constituent un obstacle important à la transition énergétique,. Les subventions mondiales directes aux combustibles fossiles ont atteint 319 milliards de dollars en 2017, et 5 200 milliards de dollars si l'on tient compte des coûts indirects tels que la pollution atmosphérique. L'élimination de ces subventions pourrait entraîner une réduction de 28 % des émissions mondiales de carbone et une réduction de 46 % des décès dus à la pollution atmosphérique. Le financement des énergies propres n'a pas été beaucoup affecté par la pandémie de Covid-19 et les plans de relance économique nécessaires offrent des possibilités de reprise verte,.
L'Organisation internationale du travail estime que les efforts visant à limiter le réchauffement climatique à 2 °C entraîneraient une création nette d'emplois dans la plupart des secteurs de l'économie. Elle prévoit que 24 millions de nouveaux emplois seraient créés dans des domaines tels que la production d'électricité renouvelable, l'amélioration de l'efficacité énergétique des bâtiments et la transition vers les véhicules électriques, tandis que 6 millions d'emplois seraient perdus dans l'industrie des combustibles fossiles.

## Politiques gouvernementales

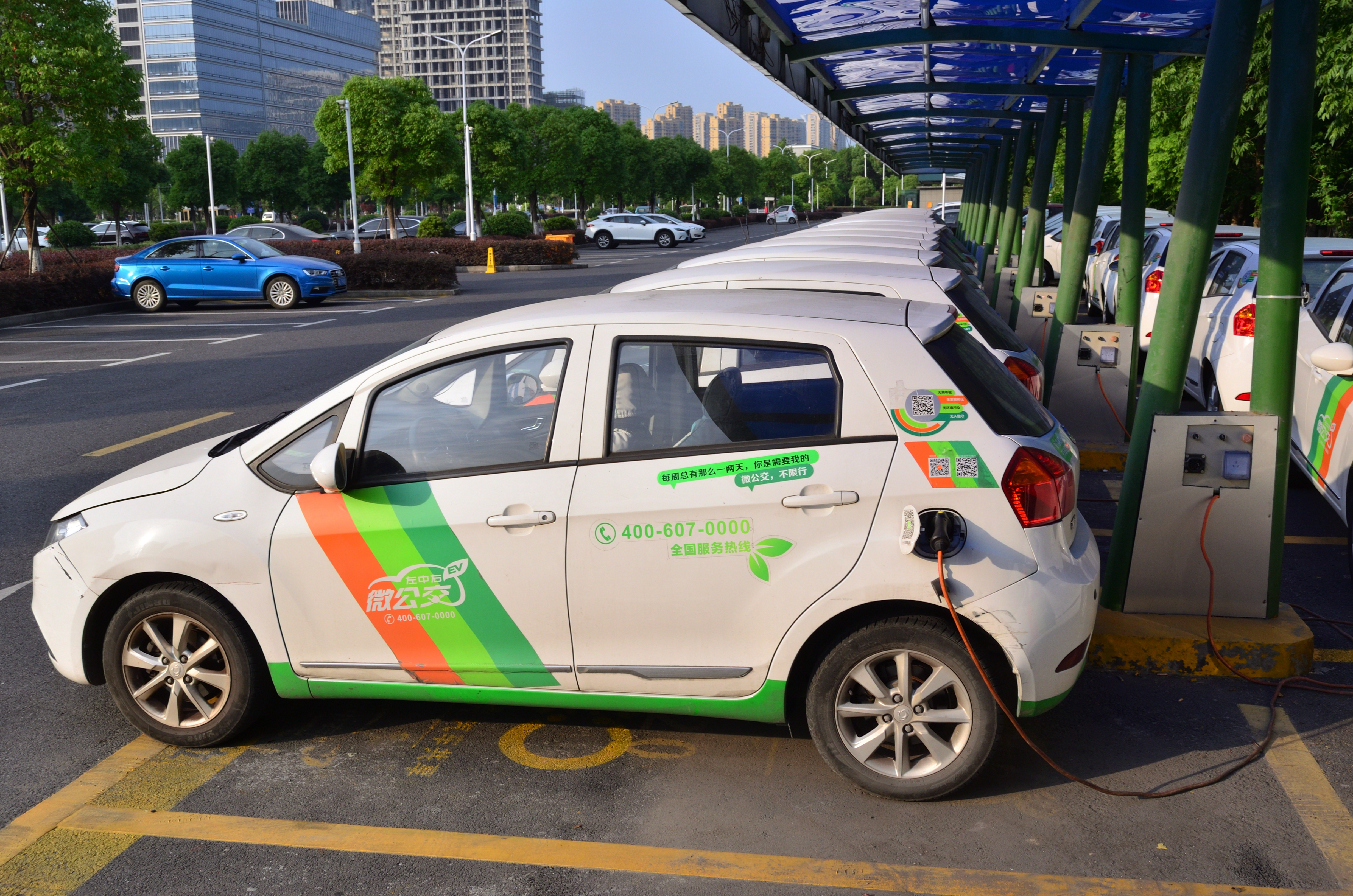
Pour les voitures neuves, la Chine n'autorisera la vente que de véhicules à énergie nouvelle, comme les véhicules électriques, à partir de 2035.

Des politiques gouvernementales bien conçues qui favorisent la transformation du système énergétique peuvent simultanément réduire les émissions de gaz à effet de serre et améliorer la qualité de l'air, et dans de nombreux cas, elles peuvent également accroître la sécurité énergétique. La tarification du carbone, les politiques spécifiques à l'énergie, ou un mélange des deux sont nécessaires pour limiter le réchauffement climatique à 1,5 °C.
Les taxes sur le carbone constituent une source de revenus qui peut être utilisée pour réduire d'autres taxes ou pour aider les ménages à faible revenu à faire face à des coûts énergétiques plus élevés. Les taxes sur le carbone ont rencontré un fort recul politique dans certaines juridictions, comme le mouvement des Gilets jaune en France, tandis que les politiques spécifiques à l'énergie ont tendance à être politiquement plus sûres. En 2019, la tarification du carbone couvre environ 20 % des émissions mondiales de gaz à effet de serre.
Les programmes et réglementations spécifiques à l'énergie ont historiquement été les piliers des efforts visant à réduire les émissions de combustibles fossiles. Certains gouvernements se sont engagés à respecter des dates pour l'élimination progressive des centrales électriques au charbon, la fin des nouvelles explorations de combustibles fossiles, l'obligation pour les nouveaux véhicules de tourisme de produire zéro émission et l'obligation pour les nouveaux bâtiments d'être chauffés à l'électricité plutôt qu'au gaz. Des normes de portefeuille renouvelable ont été promulguées dans plusieurs pays, obligeant les services publics à augmenter le pourcentage d'électricité qu'ils produisent à partir de sources renouvelables,.
Les gouvernements peuvent accélérer la transformation du système énergétique en dirigeant le développement d'infrastructures telles que les réseaux de distribution électrique, les réseaux intelligents et les conduites d'hydrogène. Dans le domaine des transports, des mesures et des infrastructures appropriées peuvent rendre les déplacements plus efficaces et moins dépendants de la voiture. L'aménagement du territoire visant à décourager l'étalement urbain peut réduire la consommation d'énergie dans les transports et les bâtiments locaux tout en améliorant la qualité de vie.
L'ampleur et le rythme des réformes politiques qui ont été lancées à partir de 2020 sont bien inférieurs à ce qui est nécessaire pour atteindre les objectifs climatiques de l'Accord de Paris,. Les gouvernements peuvent rendre la transition vers l'énergie durable plus réalisable sur le plan politique et social en assurant une transition juste pour les travailleurs et les régions qui dépendent de l'industrie des combustibles fossiles afin qu'ils aient d'autres opportunités économiques. Outre les politiques nationales, une plus grande coopération internationale sera nécessaire pour accélérer l'innovation et aider les pays les plus pauvres à établir une voie durable vers un accès complet à l'énergie.